# Schmollensee
Le Schmollensee est un lac allemand de 5,03 km2 situé sur l'île de Usedom au bord de la mer Baltique.

## Source de la traduction
- (de) Cet article est partiellement ou en totalité issu de l’article de Wikipédia en allemand intitulé « Schmollensee » (voir la liste des auteurs).